# When You're Young (nummer van 3 Doors Down)
When You're Young is een nummer van de Amerikaanse rockband 3 Doors Down uit 2011. Het is de eerste single van zijn hun vijfde studioalbum Time of My Life.

## Achtergrondinformatie
Volgens frontman Brad Arnold gaat het nummer over de moeilijkheden van jong zijn. "Oudere mensen kijken zo vaak naar jonge kinderen en zeggen: "Geniet van deze tijd! Het is de beste tijd van je leven", terwijl dat helemaal niet zo is. Jong zijn is moeilijk. Alles staat voor het eerst voor je. Alles wat voor je ligt lijkt veel groter dan ze zijn als je erop terugkijkt. Ik ben nu 32 en als ik terugkijk op mijn tienerjaren en daarvoor, lijkt veel daarvan achteraf niet zo moeilijk als toen, omdat het nu achter me ligt en ik me het nauwelijks kan herinneren. Je krijgt de verantwoordelijkheden van de wereld als volwassene. Maar toen je op de middelbare school zat, zag je tegen niets anders op dan die toets op vrijdag. Nu weet je niet eens meer welke toets het was. Het is moeilijk om jong te zijn. Daar gaat dit nummer over", aldus Arnold.
"When You're Young" flopte in Amerika met een 81e positie in de Billboard Hot 100. In Nederland bereikte de plaat een 9e positie in de Tipparade.

## Tracklijst
Muziekdownload
1. "When You're Young" – 4:14